# Karasburg

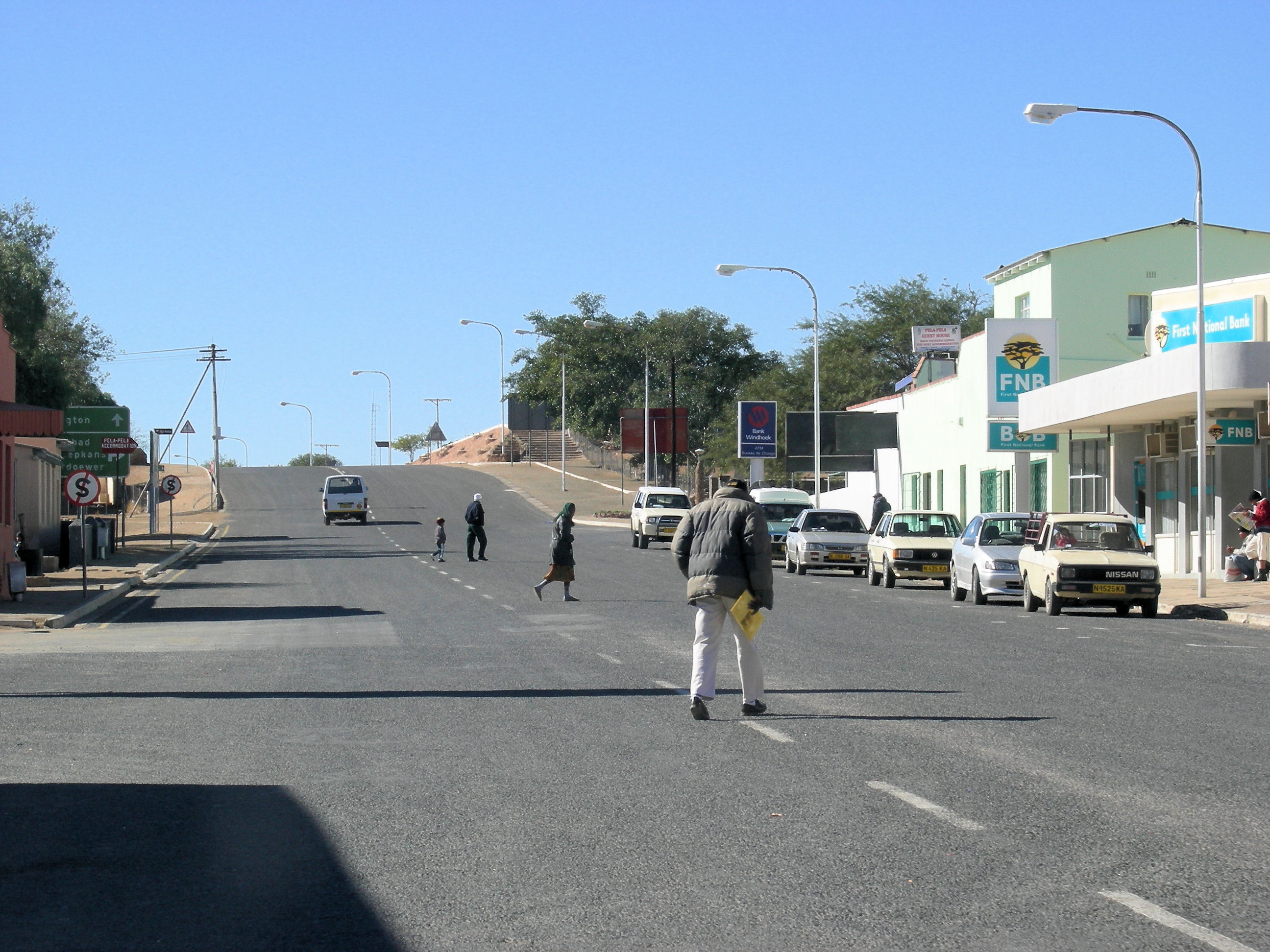
En gata i Karasburg.

Karasburg är en ort i södra Namibia, cirka 115 kilometer till gränsen mellan Namibia och Sydafrika. Folkmängden uppgick till 4 300 invånare vid folkräkningen 2011, på en yta av 39,9 km². Temperaturen kan på sommaren uppgå till omkring 45 °C och kan på vintern sjunka ner mot 0 °C.
Karasburgs viktigaste industri är fårfarmning.
I området kring Karasburg finns vilt, bland annat större kudu, springbock, dykarantiloper, klippspringare, stenantilop, schakaler och ökenlo. Ökenlon jagas av fårfarmarna eftersom den jagar fårens lamm.

## Relation till Sverige och Hörby kommun
Karasburg har sedan 2009 samarbetat med Hörby kommun, Skåne. Det hela är en sidafinansierad samarbetsform som genom resultatinriktade projekt ska bidra till utveckling av väl fungerande och demokratiska lokala myndigheter i prioriterade samarbetsländer och i Sverige till nytta för både parter.